# Cirilo Saucedo
Cirilo Saucedo (* 5. Januar 1982 in Acámbaro, Guanajuato) ist ein mexikanischer Fußballspieler auf der Position des Torwarts. 

## Leben
Inspiriert durch seinen Vater, der ebenfalls Fußballtorhüter war, begann Saucedo mit dem Fußballsport bei seinem in der viertklassigen Tercera División spielenden Heimatverein in Acámbero und lieferte Probetrainings bei den Erstligisten Atlas und América, konnte sich dort allerdings nicht für einen Vertrag empfehlen und begann seine Profikarriere beim Club León. 
In seinem ersten Spiel für die Esmeraldas blieb er zwar ohne Gegentor, hatte aber dennoch keinen Grund zum Feiern; denn die Nullnummer am 1. Juni 2002 im Heimspiel gegen die Tiburones Rojos Veracruz im entscheidenden Relegationsspiel um den Klassenerhalt war nach der 1:3-Hinspielniederlage zu wenig, um den Verbleib in der höchsten Spielklasse zu sichern, so dass Saucedo mit León fortan in der zweitklassigen Primera División 'A' spielen musste. In der Clausura 2003, der Rückrunde der Saison 2002/03 gelang León zwar die Zweitligameisterschaft, doch mussten die Esmeraldas sich in den Aufstiegsspielen ausgerechnet gegen den Erzrivalen Irapuato (1:2 und 0:1) geschlagen geben, der die Apertura 2002 gewonnen hatte. Die Geschichte wiederholte sich in der Saison 2003/04, als León erneut die Clausura gewann und sich wiederum dem Sieger der Apertura (diesmal den Dorados de Sinaloa mit 2:2 und 1:2) geschlagen geben musste.
Während León bis zur Rückkehr in die erste Liga noch bis zur Saison 2012/13 warten musste, gelang Saucedo der Sprung in die Primera División bereits in der Saison 2004/05, zu deren Beginn er vom Aufsteiger Dorados verpflichtet wurde und sofort deren Stammtorhüter wurde, der in den beiden folgenden Spielzeiten in 67 von 68 Spielen das Tor hütete. Sein Debüt in der höchsten mexikanischen Spielklasse gab Saucedo gleich am ersten Spieltag im Aztekenstadion von Mexiko-Stadt, als die Dorados sich am 15. August 2004 nur knapp mit 2:3 gegen den Hauptstadtverein América geschlagen geben mussten. 
Nachdem die Dorados zum Ende der Saison 2005/06 wieder aus der ersten Liga abgestiegen waren, wechselte Saucedo zu den Tiburones Rojos Veracruz, bei denen er sich jedoch nicht durchsetzen konnte und in der Apertura 2006 lediglich zu drei Einsätzen kam. Daher wechselte er in der Winterpause zu den UANL Tigres, für die er (mit Ausnahme der Saison 2008/09, als er an den Aufsteiger Indios de Ciudad Juárez ausgeliehen war) bis zum Sommer 2011 tätig war. 
Vor der Saison 2011/12 wechselte er zum Aufsteiger Xolos de Tijuana, mit denen er in der Apertura 2012 überraschend den Meistertitel gewann und in dieser Runde alle Spiele der Xolos in voller Länge bestritt. Neben Trainer Mohamed gilt Saucedo aufgrund seiner erstklassigen Paraden als „der“ Erfolgsgarant der Meistermannschaft. So war Saucedo denn auch der meistgefeierte Spieler beim Empfang der Meistermannschaft im Rathaus von Tijuana, wo die Feiernden ihrer Freude mit „Cirilo! Cirilo!“-Rufen Ausdruck verliehen.

## Erfolge
- Mexikanischer Meister: Apertura 2012 (mit Tijuana)
- Mexikanischer Zweitligameister: Clausura 2003 und Clausura 2004 (mit León)